# Манко (озеро)
Манко (яп. 漫湖 манко) — озеро, ватты или эстуарий реки Кокуба в южной части острова Окинава, Япония. Является рамсарским угодьем с 1999 года. В озеро впадают реки Кокуба и Ноха.
Площадь поверхности — 0,58 км².
Манко расположено в префектуре Окинава, на границе городов Наха и Томигусуку. Во время отлива обнажается дно южной части озера, площадь ваттов составляет 47 га. В южной части озера его пересекает мост Тоёми-охаси.
В озере наблюдается повышенное содержание азота, фосфора и органических соединений, попадающие туда из впадающих в него рек. Манко является важным местом зимовки перелётных птиц из восточной Азии и Австралии, таких как Platalea minor и Larus saundersi. На южном берегу растут мангры, есть небольшие участки, заросшие камышом.
Во времена королевства Рюкю Манко представляло собой обычное озеро и называлось Тайко («большое озеро»). По преданию, название Манко озеру дал китайский посланник, посетивший Окинаву в XVII веке. Площадь озера резко сократилась во второй половине XX века. Осушение озера продолжается, особенно со стороны Нахи.